# Brian Schoonveld
Brian Schoonveld, pseudonim Schoonie (ur. 8 marca 1974, Valparaiso (Indiana) – amerykański strongman.
Mistrz USA Strongman w latach 2000 i 2001.

## Życiorys
Brian Schoonveld uprawiał futbol amerykański i wrestling. Zadebiutował w zawodach siłaczy w 1999 r.
Wziął udział w indywidualnych Mistrzostwach Świata Strongman 2000, Mistrzostwach Świata Strongman 2001 i Mistrzostwach Świata Strongman 2002, jednak nigdy nie zakwalifikował się do finałów.
Zakończył już karierę siłacza.
Mieszka w miasteczku Demotte (stan Indiana).
Wymiary:
- wzrost 191 cm
- waga 141–158 kg
- biceps 52 cm
- klatka piersiowa 147 cm

## Osiągnięcia strongman
- 2000
  - 1. miejsce – Mistrzostwa USA Strongman
- 2001
  - 1. miejsce – Mistrzostwa USA Strongman
  - 4. miejsce – Super Seria 2001: Praga
  - 6. miejsce – Mistrzostwa Ameryki Północnej Strongman 2001
  - 4. miejsce – Super Seria 2001: Sztokholm
- 2002
  - 8. miejsce – Arnold Strongman Classic, USA
  - 4. miejsce – Mistrzostwa USA Strongman 2002
  - 10. miejsce – Super Seria 2002: Sztokholm
- 2004
  - 7. miejsce – Arnold Strongman Classic, USA
- 2005
  - 1. miejsce – FitExpo 2005